# Samuel T. Williams

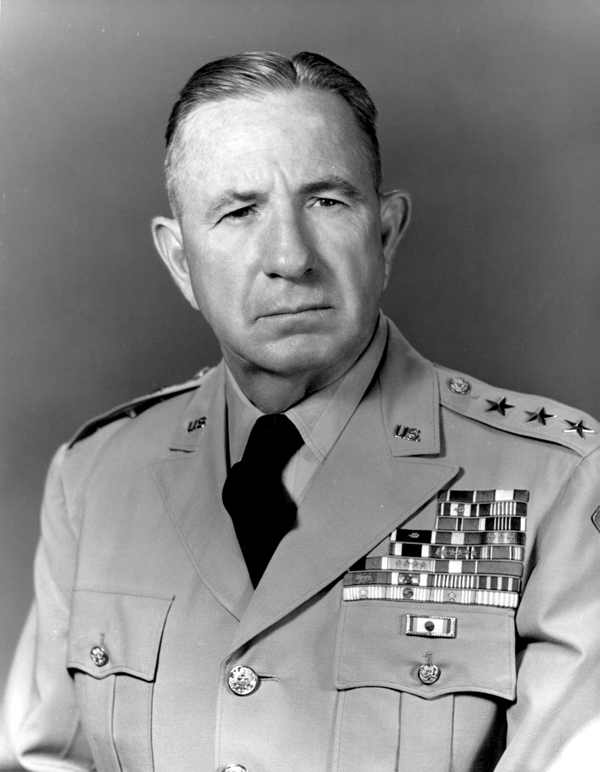
Samuel T. Williams (1955)

Samuel Tankersley Williams (* 25. August 1897 in Denton, Denton County, Texas; † 26. April 1984 in San Antonio, Bexar County,Texas) war ein Generalleutnant der United States Army. Er war unter anderem Kommandeur der 4. Armee.
Samuel Williams besuchte die öffentlichen Schulen seiner Heimat, einschließlich der Denton High School. Im Jahr 1916 trat er als einfacher Soldat der Nationalgarde von Texas bei. In der Folge nahm er an der Mexikanische Expedition teil. Über die Officer Candidate School gelangte er im Jahr 1917 in das Offizierskorps des US-Heeres. Dort wurde er als Leutnant der Infanterie zugeteilt. In der Armee durchlief er anschließend alle Offiziersränge vom Leutnant bis zum Drei-Sterne-General.
Im Lauf seiner militärischen Karriere absolvierte Williams verschiedene Kurse und Schulungen. Dazu gehörten unter anderem der Infantry Company Officers Basic Course, der Infantry Officer Advanced Course, das Command and General Staff College und das United States Army War College.
Williams wurde bald nach seinem Eintritt in das Offizierskorps der Armee nach Frankreich versetzt, wo er als Offizier im 359. Infanterieregiment am Ersten Weltkrieg teilnahm. Dort war er an mehreren Schlachten beteiligt, beispielsweise der Schlacht von St. Mihiel und der Maas-Argonnen-Offensive. Bei einem anderen Gefecht wurde er schwer verwundet.
In den 1920er und 1930er Jahren setzte Samuel Williams seine Offizierslaufbahn an verschiedenen Standorten in den Vereinigten Staaten fort. Nach dem amerikanischen Eintritt in den Zweiten Weltkrieg wurde Williams Kommandeur des 378. Infanterieregiments, das der 95. Infanteriedivision unterstand. Sein Regiment war zunächst in Camp Swift in Texas stationiert. Zwischen dem 2. Februar 1943 und dem 31. Juli 1944 war Williams Stabsoffizier bei der 90. Infanteriedivision. Mit dieser Einheit war er am 6. Juni 1944 bei der Landung der Alliierten in der Normandie beteiligt. Auf dem Weg dorthin wurde sank Williams’ Transportschiff nach einer Kollision mit einer Miene. Er organisierte die Rettung der Schiffbrüchigen und erhielt dafür später die Soldier’s Medal verliehen.
Im weiteren Verlauf wurde Williams trotz seiner Verdienste wegen der Unzufriedenheit seiner Vorgesetzten vorübergehend um einen Rang vom Brigadegeneral zum Oberst zurückgestuft. In der Folge wurde er zum Stab des XXII. Korps versetzt, wo er zwischen September 1944 und Januar 1945 die Stabsabteilung G3 (Operationen) leitete. Danach war er von Februar 1945 bis Januar 1946 Stabschef dieses Korps, das anschließend vorübergehend inaktiviert wurde. Danach kommandierte Williams das in Deutschland stationiert 26. Infanterieregiment. Später gehörte er dem Stab der damals ebenfalls in Deutschland stationierten 1. Infanteriedivision an.
In den Jahren 1950 bis 1952 war Williams Stabsoffizier bei der Kommandoeinheit Army Ground Forces. Im Jahr 1951 erhielt er seinen Rang als Brigadegeneral zurück. Im Jahr 1952 übernahm er, nun als Generalmajor, das Kommando über die 25. Infanteriedivision, mit der er im Koreakrieg eingesetzt war. Dieses Kommando bekleidete er zwischen dem 18. Juli 1952 und dem 27. Juni 1953. Von August 1953 bis November 1954 kommandierte er das in Japan stationierte XVI. Korps, das anschließend vorübergehend inaktiviert wurde. Danach erhielt Willams für eine kurze Zeit das Kommando über das IX. Korps, das zu jener Zeit ebenfalls in Japan stationiert war.
Zwischen Januar und September 1955 hatte Samuel Williams, inzwischen als Generalleutnant, das Kommando über die 4. Armee in Fort Sam Houston in Texas. Danach leitete er zwischen 1955 und 1960 in der Frühphase des Vietnamkriegs die Military Assistance Advisory Group – Vietnam. Anschließend ging er in den Ruhestand. 
Samuel Williams verbrachte seinen Lebensabend in San Antonio in Texas, wo er am 26. April 1984 verstarb. Er wurde auf dem Fort Sam Houston National Cemetery beigesetzt.

## Orden und Auszeichnungen
Samuel Williams erhielt im Lauf seiner militärischen Laufbahn unter anderem folgende Auszeichnungen:
- Distinguished Service Cross
- Army Distinguished Service Medal
- Silver Star
- Legion of Merit
- Purple Heart
- Soldier’s Medal
- Bronze Star Medal
- Orden der Ehrenlegion (Frankreich)
- Croix de Guerre (Frankreich)
- Order of Military Merit (Südkorea)